# Creagrutus tuyuka
Creagrutus tuyuka es una especie de pez de la familia Characidae en el orden de los Characiformes.

## Morfología
Los machos pueden llegar alcanzar los 6,8 cm de longitud total.
- Número de  vértebras: 39-41.[1]

## Alimentación
Come  larvas de insectos acuáticos  bentónicos.

## Hábitat
Vive en zonas de clima tropical.

## Distribución geográfica
Se encuentran en Sudamérica:  cuenca del río Uaupés (Brasil ).